# Francesco Fontebasso
 (juin 2021).
Si vous disposez d'ouvrages ou d'articles de référence ou si vous connaissez des sites web de qualité traitant du thème abordé ici, merci de compléter l'article en donnant les références utiles à sa vérifiabilité et en les liant à la section « Notes et références ».

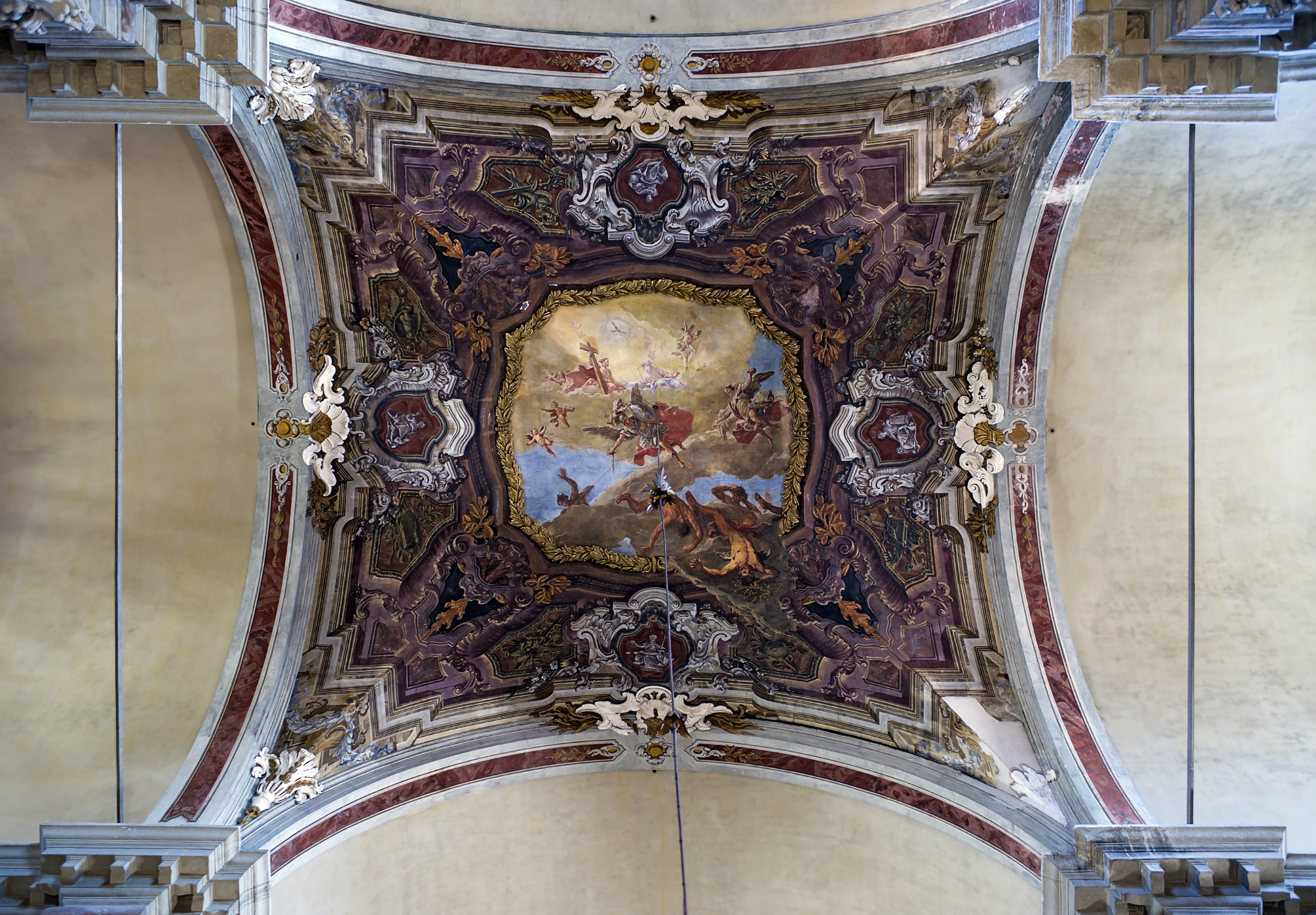
Fresque du plafond de l’église dell'Angelo Raffaele.

Francesco Fontebasso (Venise, 4 octobre 1707 - 31 mai 1769) est un peintre vénitien rococo appartenant à l'école vénitienne, qui fut actif au XVIIIe siècle.

## Biographie
Francesco Fontebasso a tout d'abord fait son apprentissage avec Sebastiano Ricci, mais il a été fortement influencé par son contemporain Giovanni Battista Tiepolo.
En 1761-1762, Fontebasso a visité Saint-Pétersbourg et a réalisé les peintures de plafond et des décorations pour le Palais d'Hiver.
À Venise, il travailla avec Tiepolo et Giambettino Cignaroli à la décoration du Palazzo Barbarigo Minotto (en).
Il est retourné en 1768 à Venise où il fut élu président de l'Académie et a contribué à la décoration de la Chapelle Contarini à l'Église San Francesco della Vigna (1756).
Il excellait dans la réalisation de retables, les petites toiles mythologiques, les scènes de genre, les thèmes allégoriques et les épisodes bibliques.

## Œuvres

### Italie
- Église dell'Angelo Raffaele de Venise - Le plafond de la nef
- Église San Salvador de Venise - San Leonardo tra i santi Lorenzo Giustiniani, Andrea e Nicolo.
- Église San Francesco della Vigna de Venise
  - La chapelle Contarini
  - La chapelle Giustinian dei Vescovi (en 1765)
    - Pierre d'Alcántara en Gloire,
    - La mort de Pierre d'Alcántara,
    - L'extase de saint Pierre,
    - Pierre d'Alcántara et la reine d'Espagne
    - Pierre d'Alcántara montre à Thérèse d'Avila la voie du Paradis
- San Zanipolo Venise (vers 1750) Allégorie de la Foi
- Fresques des plafonds, Palazzo Bernardi, Venise.
- Fresques, Palazzo Contarini (1748), Venise.
- Portrait du médecin-pharmacien Francesco Zanca, Ca' Rezzonico, Museo del Settecento Veneziano, Venise.
- Le Triomphe d'Aurélien vers (1740-1750), Ca' Rezzonico, Museo del Settecento Veneziano, Venise.
- L’apothéose de Venise 1730, Ca' Rezzonico, Museo del Settecento Veneziano, Venise.
- Repas dans la maison du pharisien, Ateneo, Venise.
- Saint Grégoire intercédant pour les âmes du purgatoire, San Martino, Burano.
- Assomption de la Vierge (1736), église de San Annunziata, Trente.
- Récolte de la manne (1759), Museo Castello del Buonconsiglio, Trente, Italie
- Adoration des bergers (1732), église Sant'Alessandro della Croce, Bergame.

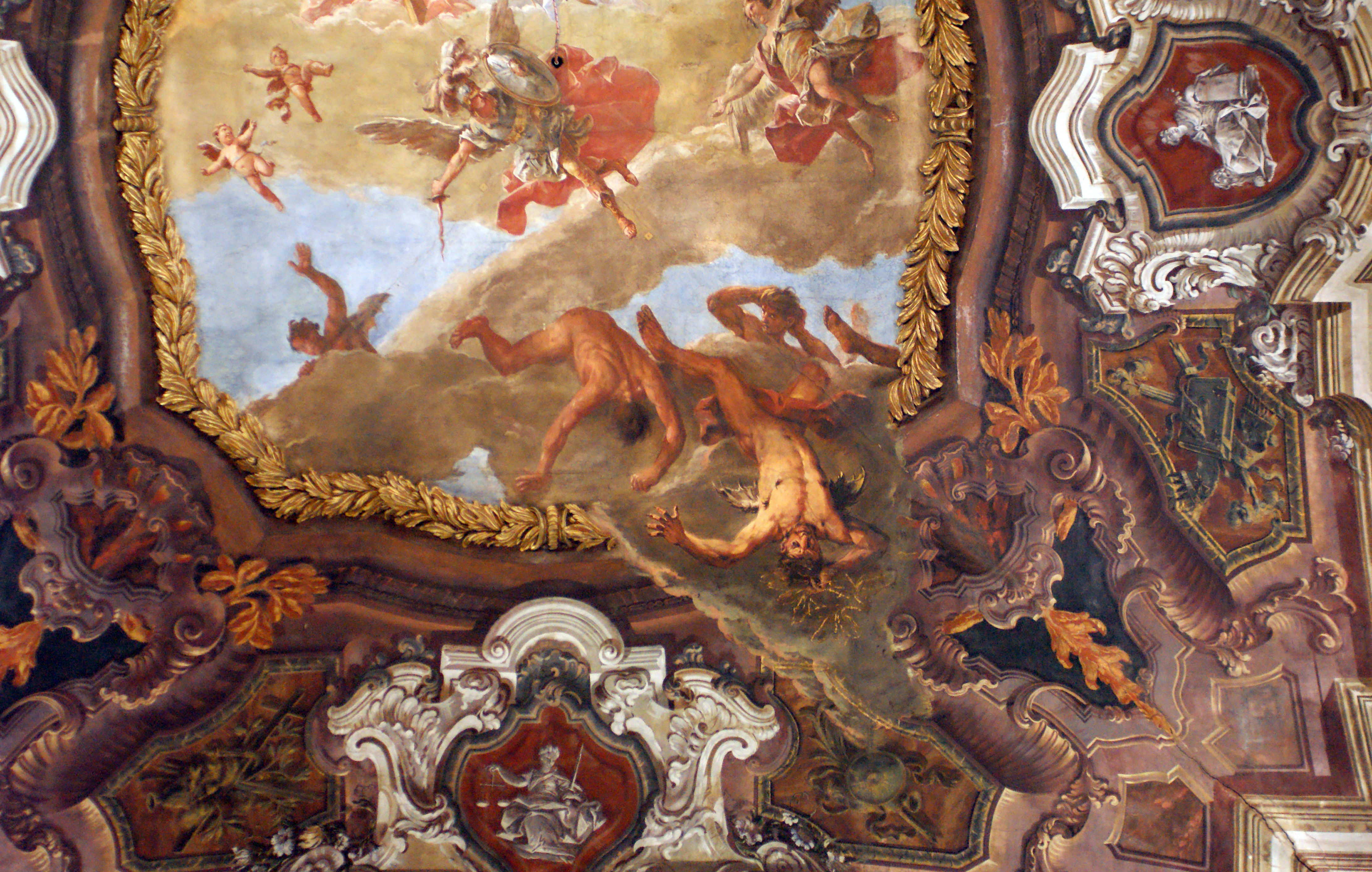
Église dell'Angelo Raffaele Venise
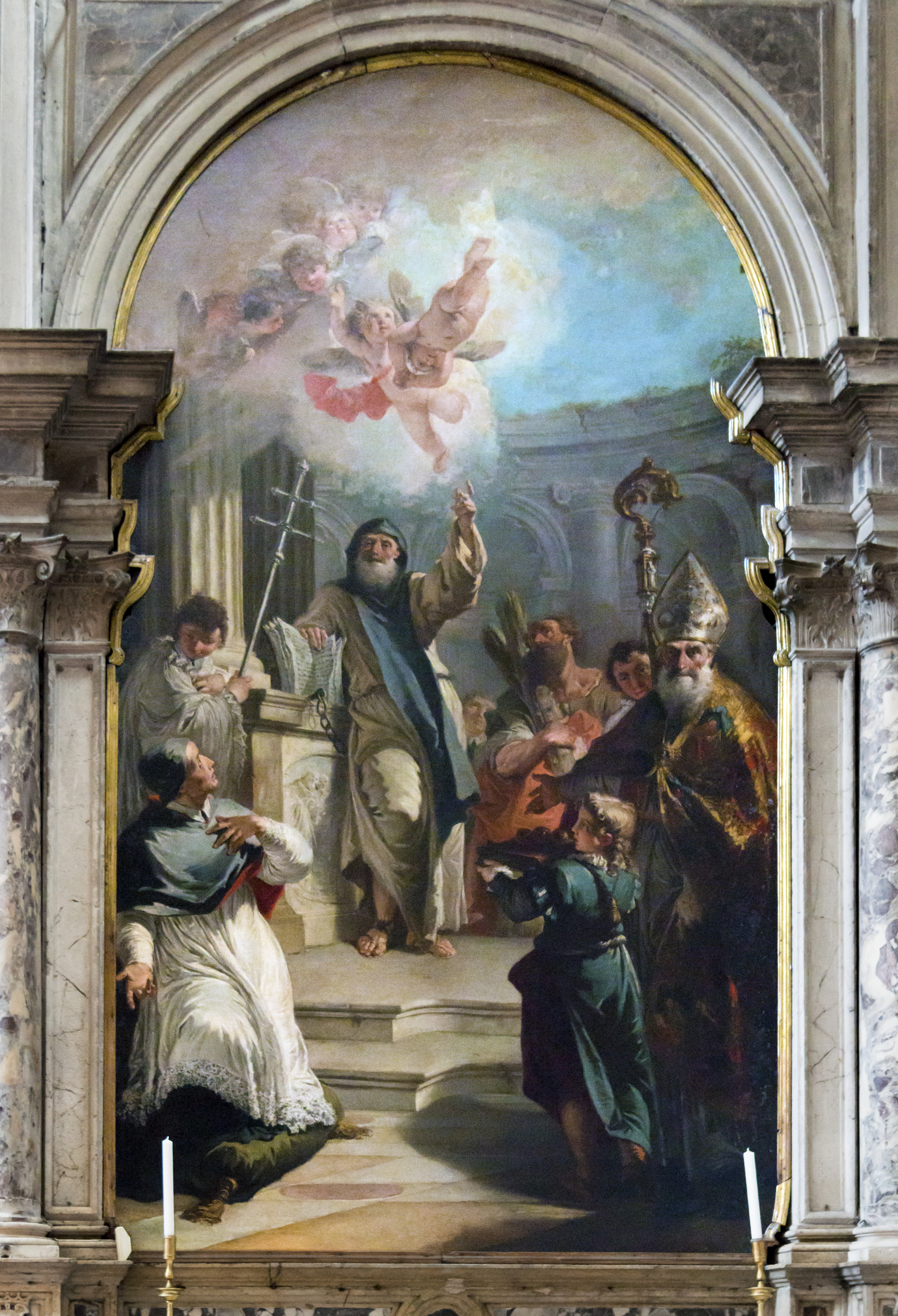
San Leonardo tra i santi Lorenzo Giustiniani, Andrea e Nicolo Venise
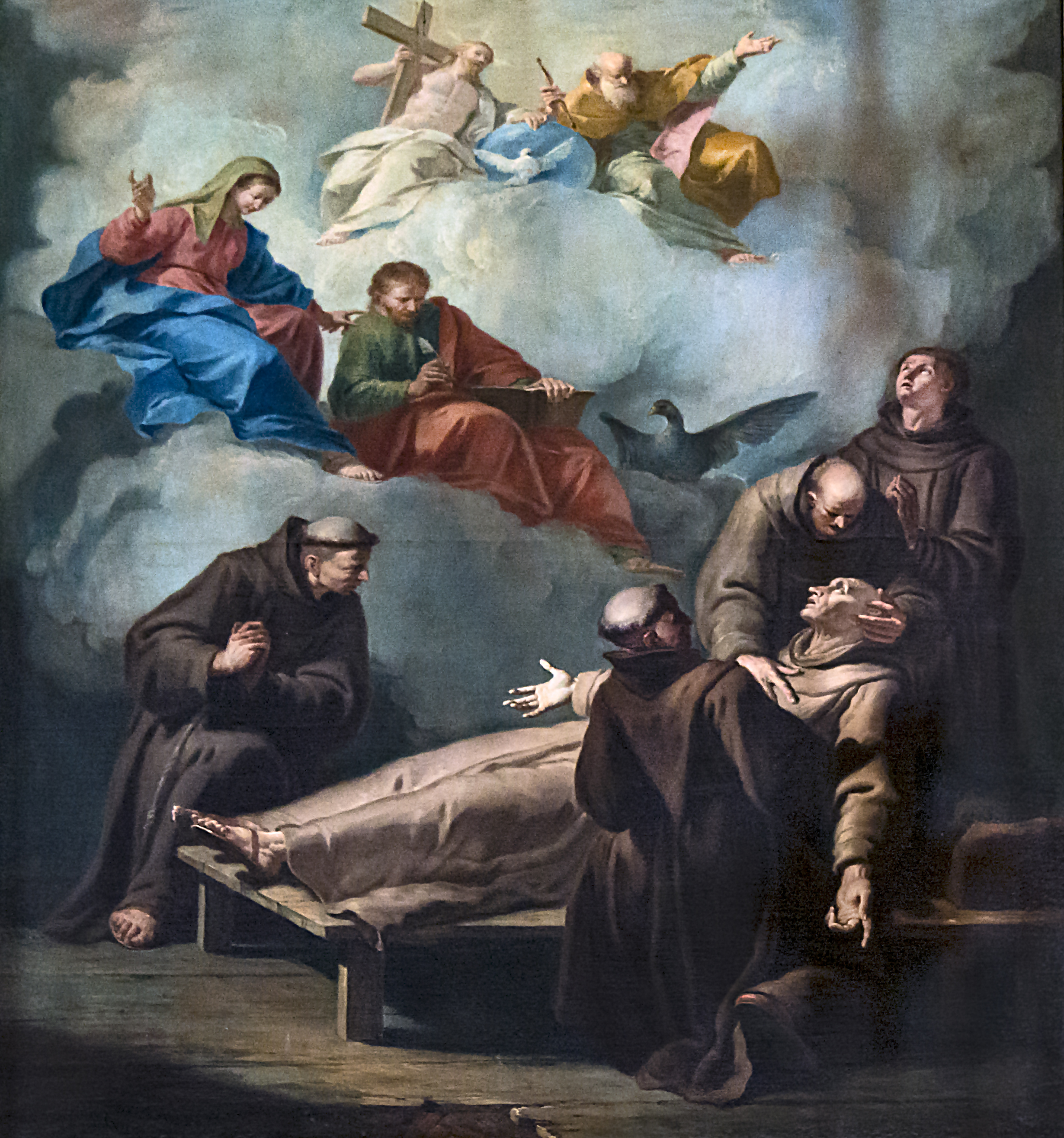
La mort de Pierre d'Alcántara
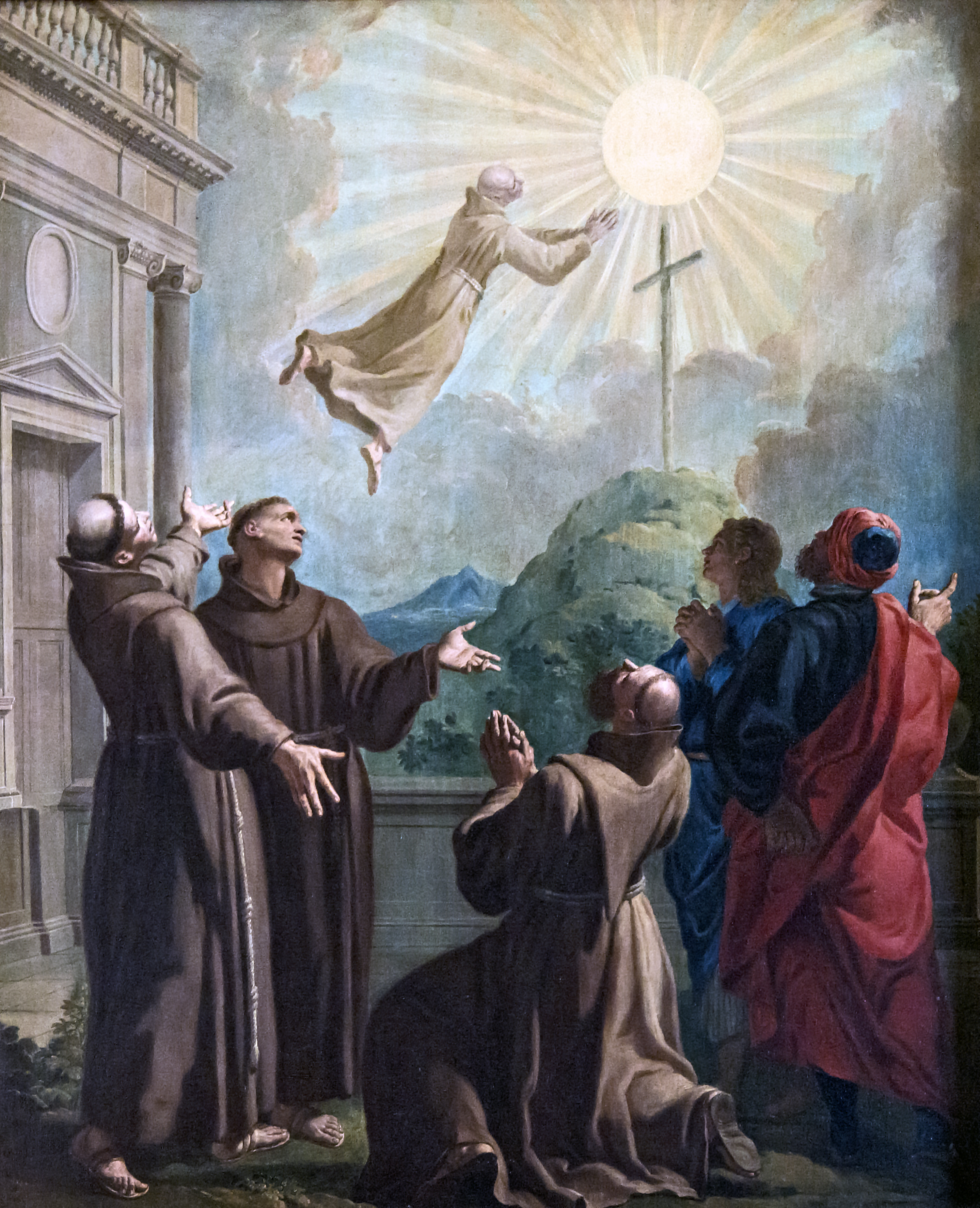
L'extase de saint Pierre
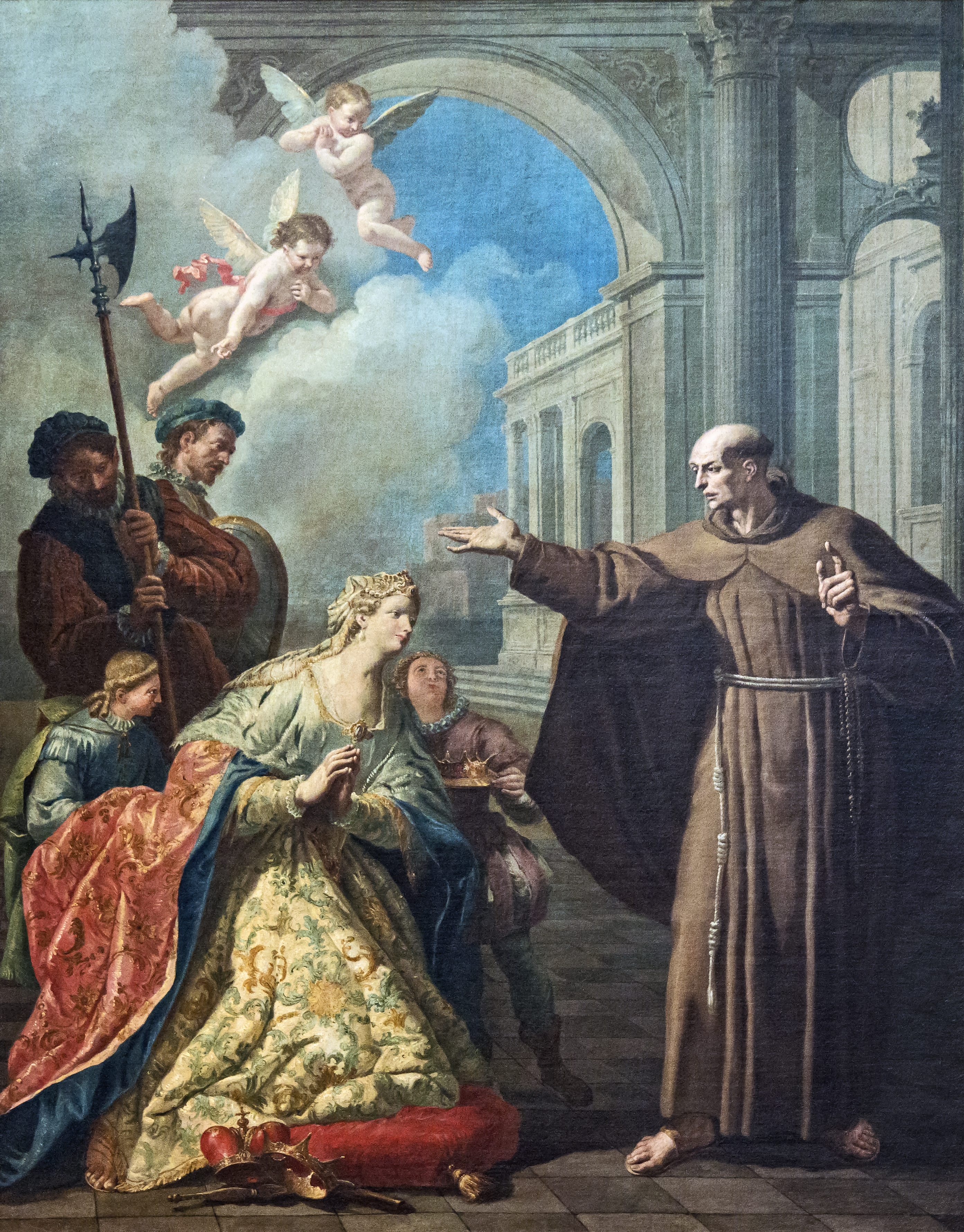
Pierre d'Alcántara et la reine d'Espagne
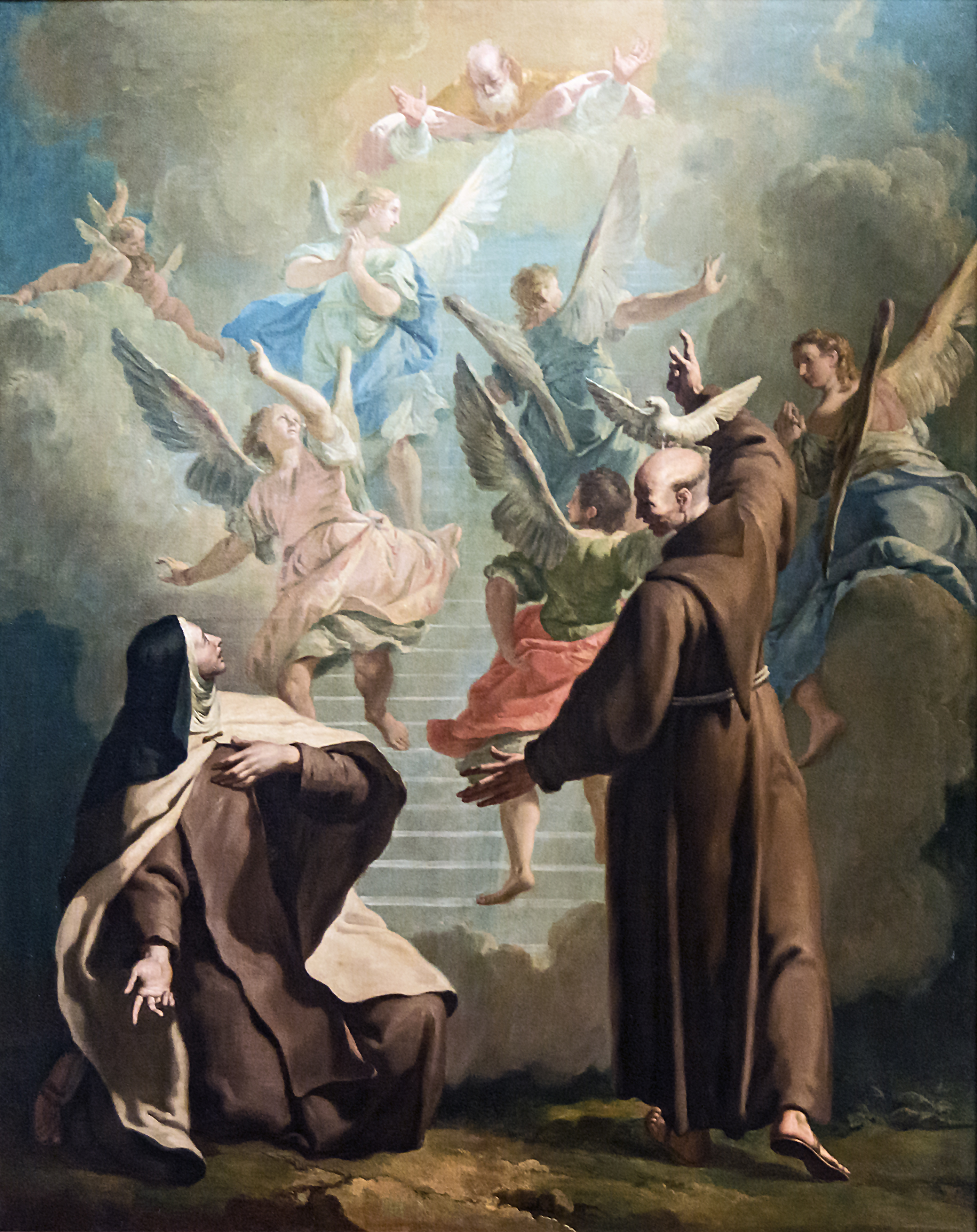
Pierre d'Alcántara montre à Thérèse d'Avila la voie du Paradis
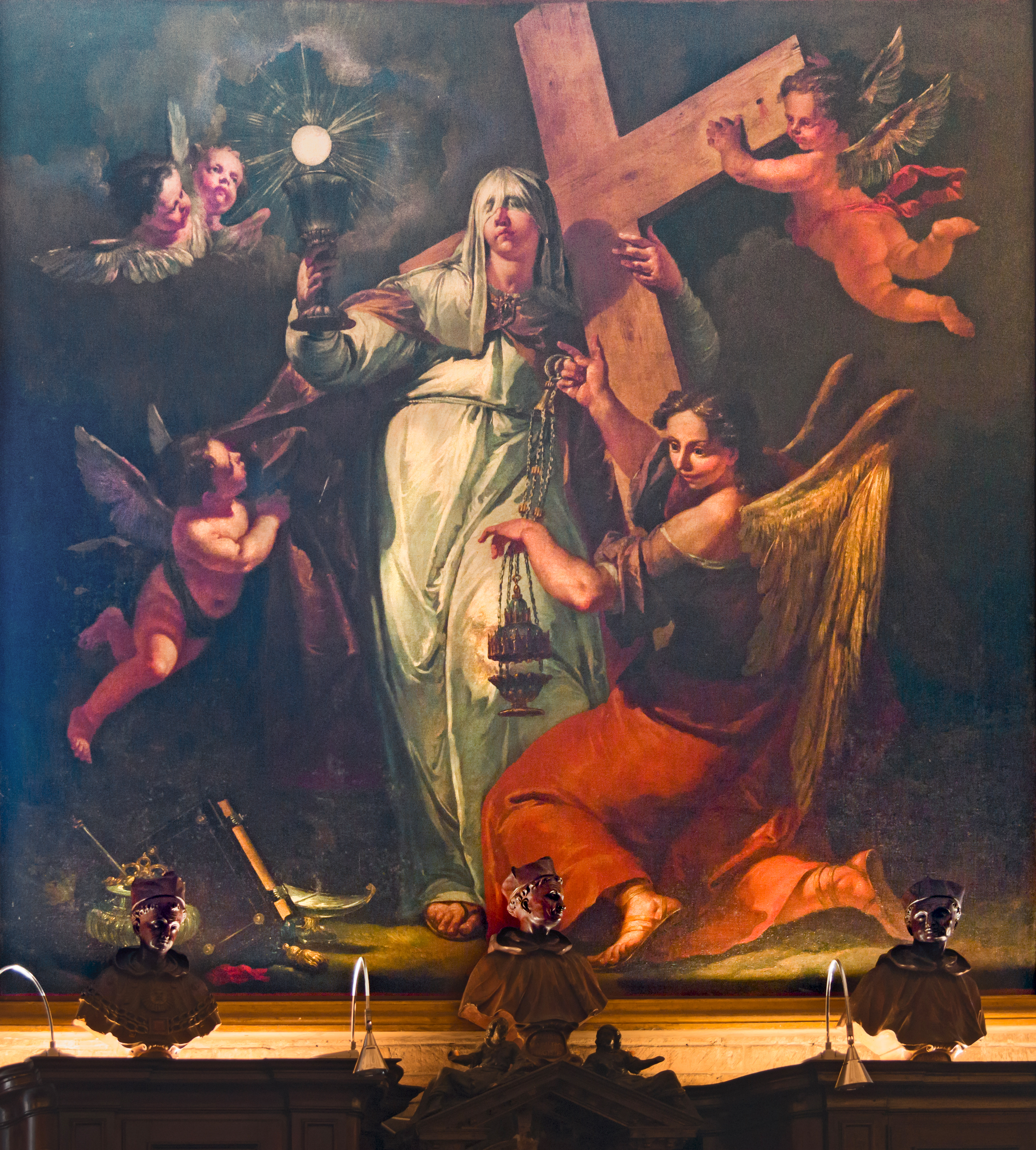
Allégorie de la Foi - San Zanipolo Venise

### Hongrie
- Extase de sainte Thérèse, Museum of Fine Arts, Budapest.
- La Vierge Marie apparaissant à saint Jérôme, Museum of Fine Arts, Budapest.
- Antioche et Stratonique, Szepmuveseti Muzeum, Budapest.

### Russie
- Portrait de l'Oculiste F. Tadini (vers 1761), The Russian Museum, Saint-Pétersbourg.
- La Cène , (1762), Musée de l'Ermitage à Saint-Pétersbourg.

### Amérique
- Le Martyre de sainte Catherine, Smart Museum of Art, Chicago.
- Annonciation vers (1740), County Museum of Art Database, Los Angeles.
- Abraham et les trois anges vers (1750), County Museum of Art Database, Los Angeles.
- Famille de Darius devant Alexandre (1750), Dallas Museum of Art, Texas.

### France
- Apparition de la Vierge à saint Antoine de Padoue, Musée des beaux-arts de Bordeaux.
- Saint François de Paul avec un frère (ancien titre : Saint Paul et saint François), Musée des beaux-arts de Bordeaux.
- La Rançon, huile sur toile, 73 x 56 cm, Musée des beaux-arts de Dijon.
- La Charité, huile sur toile, 60.5x51 cm, Musée Ingres-Bourdelle, Montauban.

#### Musée du Louvre
- La Visitation,
- Faune et enfants entourant une nymphe,
- Eliezer et Rebecca à la fontaine,
- Ange et enfant dans les nuages,
- Allégorie de l'Abondance,
- L'Adoration des mages,
- Adam et Eve pleurant Abel, mort au pied d'un arbre.
- La Vierge apparaissant à saint Jérôme (1740-1760)

### Collection privée
- Le Sacrifice d'Iphigénie (vers 1749)
- Mariage mystique de sainte Catherine avec sainte Thérèse

## Galerie

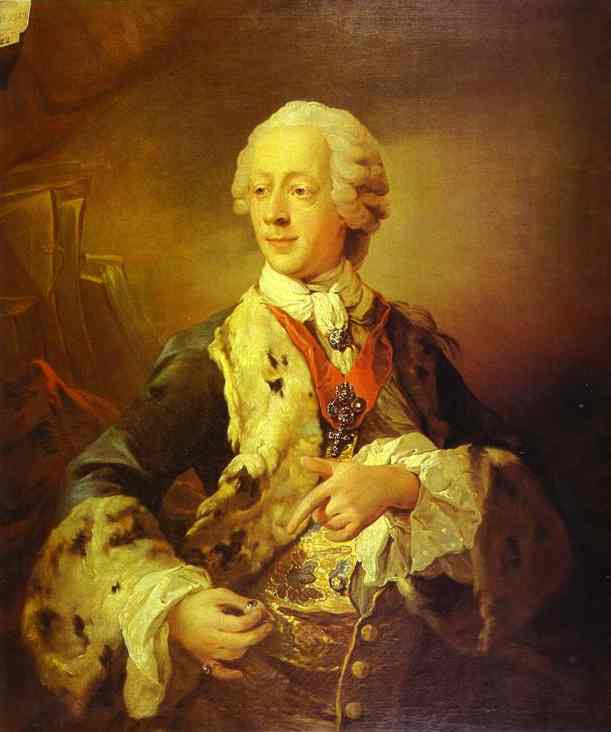
Portrait de l'Oculiste F. Tadini
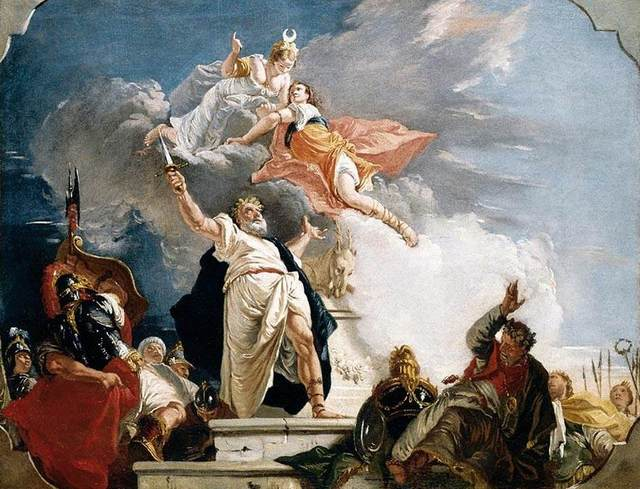
Le Sacrifice d'Iphigénie (vers 1749)
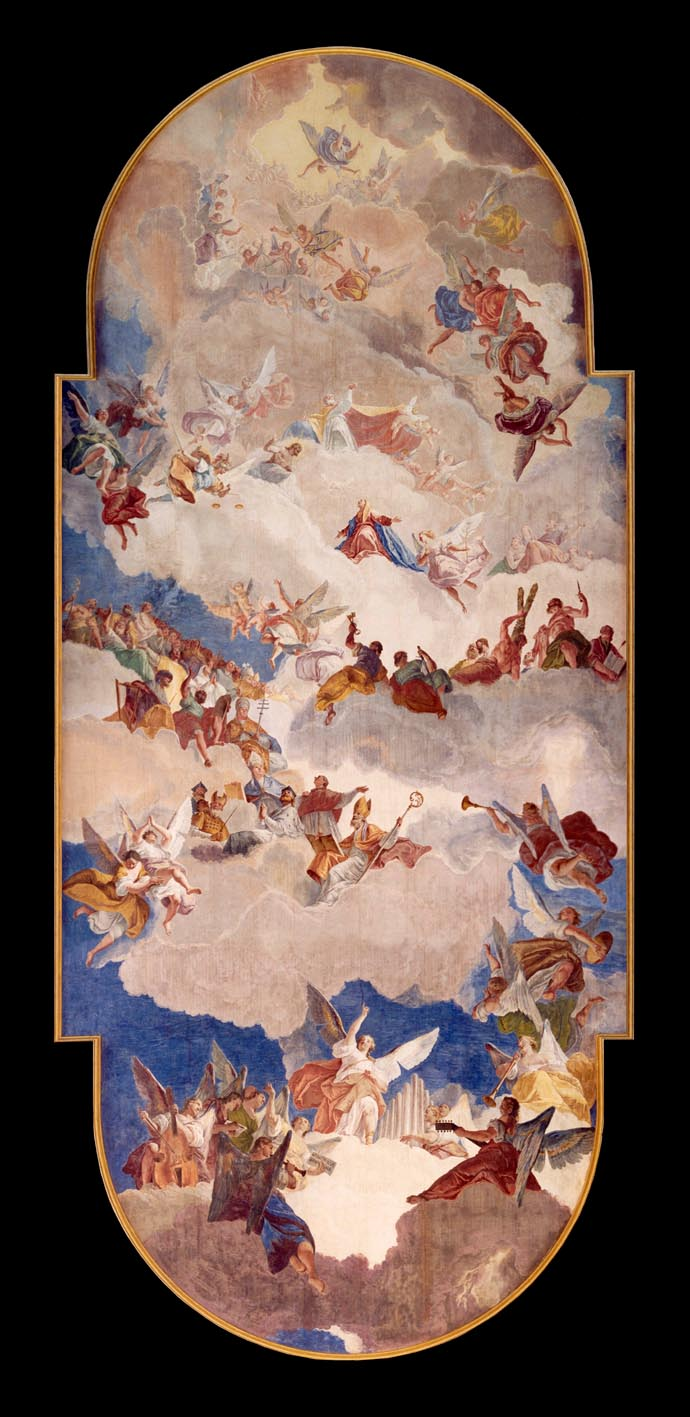
La gloria del paradiso
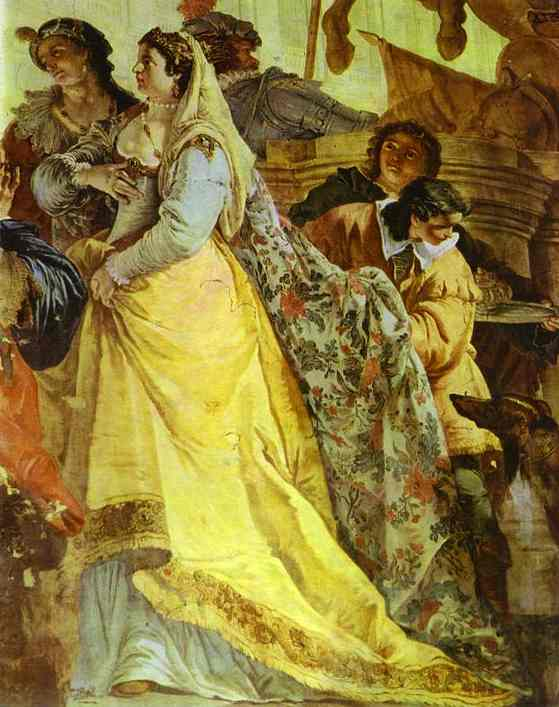
Antioche et Stratonique
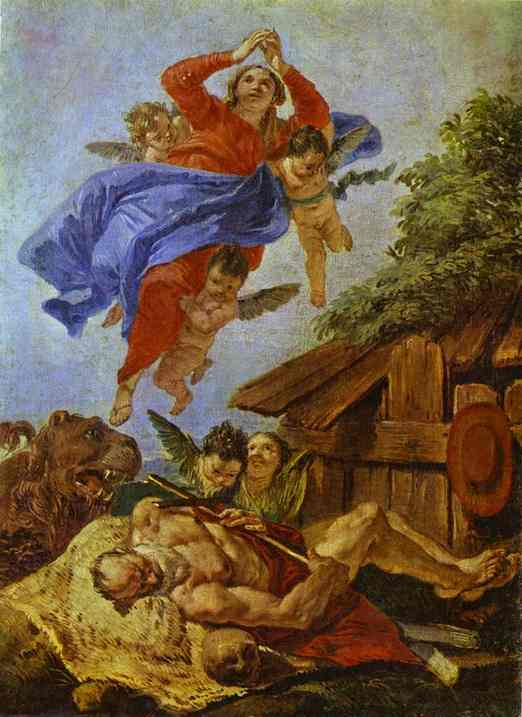
La Vierge apparaissant à saint Jérôme
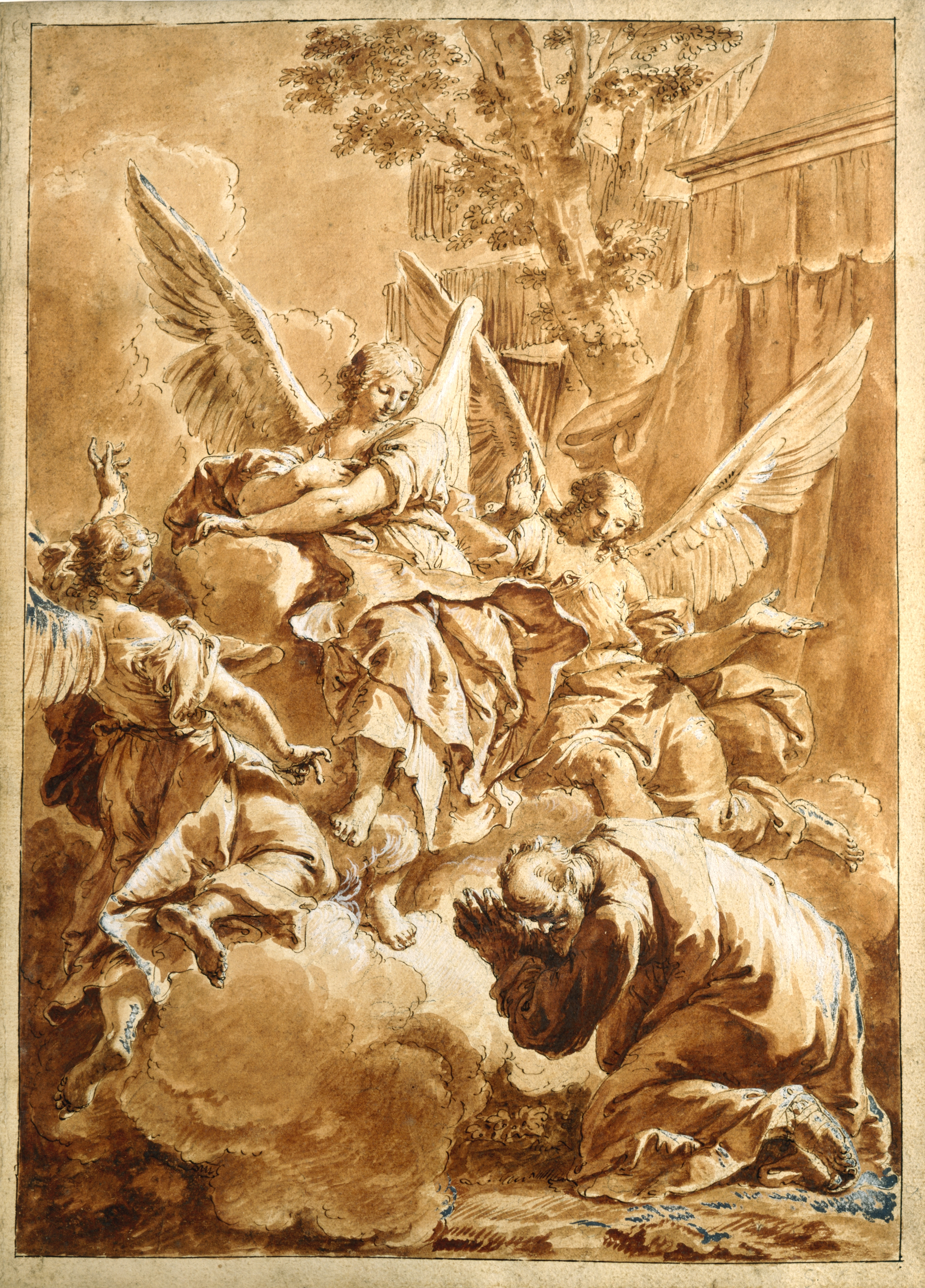
Abraham et les trois anges
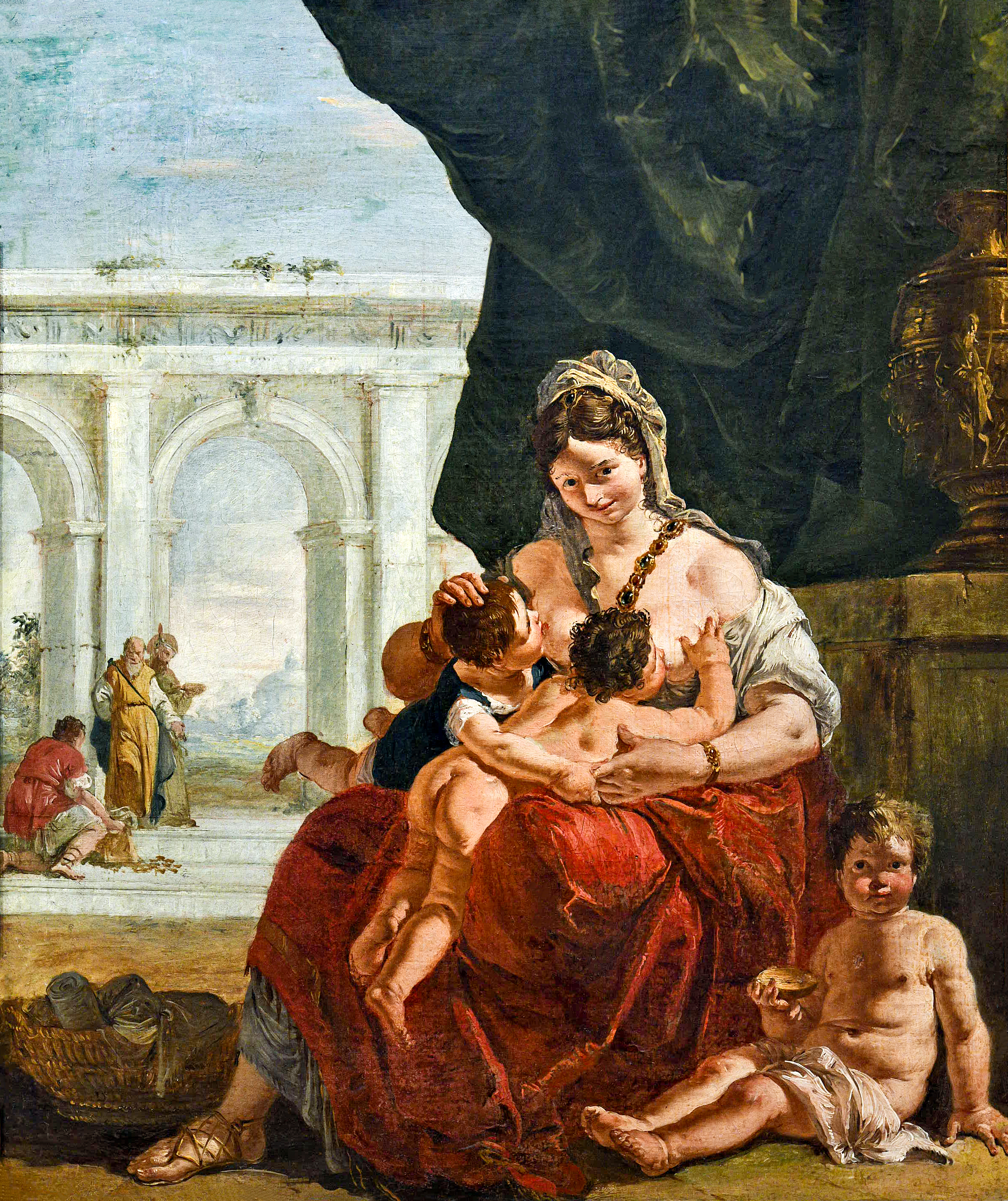
La Charité